# Diglossa brunneiventris
Fura-flor-de-garganta-preta (Diglossa brunneiventris) é uma espécie de ave da família Thraupidae.
Pode ser encontrada nos seguintes países: Bolívia, Chile, Colômbia e Peru.
Os seus habitats naturais são: regiões subtropicais ou tropicais húmidas de alta altitude, matagal tropical ou subtropical de alta altitude e florestas secundárias altamente degradadas.